# 不便な便利屋
『不便な便利屋』（ふべんなべんりや）は、2015年4月11日から6月27日まで毎週土曜日0:12 - 0:52（金曜日深夜）に、テレビ東京系「ドラマ24」枠で放送された日本のテレビドラマ。主演は岡田将生。監督・脚本は北海道テレビ『水曜どうでしょう』などを手掛けている鈴井貴之。鈴井は連続ドラマにおける監督・脚本初作品となる。
第8話から副音声放送を実施。
番組内の企画で世界最多のスノーマン(海外の雪だるま)2036体をつくり、実際にギネス世界記録に登録された。
『不便な便利屋 2016 初雪』のタイトルで、2016年12月30日23:40 - 翌0:40（テレビ大阪を除くテレビ東京系列5局と独立局のテレビ和歌山）に単発スペシャルドラマとして放送。劇中で製作されるショートフィルムは第11回札幌国際短編映画祭に正式出品。タイトルは『雪女』。
なお本項目では日時表記を日本標準時で記載し、提出された出典内容や公式サイトで表示されている内容とは異なる。

## あらすじ
脚本家の竹山純は監督と口論の末、東京を離れることを決心し、富良野へ向かう。しかし途中で吹雪に巻き込まれてバスが立ち往生し、所持品を失くした竹山は近くの便利屋に留まることになる。

## キャスト

### ダイヤモンドダスト便利商会
竹山純
演 - 岡田将生
脚本家の青年。ひょんな事から赤平で便利屋として働く。脚本家という職業の為、妄想癖が激しく周りを翻弄する事がある。
松井英夫
演 - 鈴木浩介
ダイヤモンドダスト便利商会の代表。赤平市の出身。
梅本聡一
演 - 遠藤憲一
ダイヤモンドダスト便利商会の従業員。元は、網走刑務所で刑務官をしていた。離婚歴が3回あることから、バツさんと呼ばれている。

### その他
桜田俊太郎
演 - 森山栄治
赤平市役所地域活性課の職員。
マッチ売りの少女？/森未樹
演 - トリンドル玲奈
居酒屋に現れる謎の美女。偶然出会った桂沢と交際中。
小森巡査
演 - 森崎博之（TEAM NACS）
赤歌警察署文京町駐在所の巡査。かなりの間抜け。
常連客
演 - さくまみお
居酒屋「幸せの黄色いネッカチーフ」の常連客。
桃野太郎
演 - 田中要次
居酒屋「幸せの黄色いネッカチーフ」のマスター。
桂沢照男
演 - 井之上隆志
赤平市役所地域活性課の職員。森と相思相愛の仲。

### ゲスト
公式サイトで公表されていたが、放送前はどの回に出演するかは記されてなかった。

#### 連続ドラマ（2015年）
第1話
- ハイヤーの運転手 - 時任三郎（第11話にも出演、友情出演）
- 監督 - 音尾琢真（単発スペシャルにも出演、TEAM NACS/友情出演）
- 女優 - 白鳥久美子（たんぽぽ、友情出演）

第2話
- 喫茶店 店員 - 大泉洋（第7話・単発スペシャルにも出演、TEAM NACS/友情出演）
- 刑事課長（赤歌警察署刑事課長） - 柳沢慎吾（友情出演）
- イベント関係者・桐馬 - 野崎数馬
- 小橋亜樹

第3話
- 重傷の医者 - 大下宗吾

第4話
- 枝田 - 内山理名
- バスの運転手 - 戸次重幸（単発スペシャルにも出演、TEAM NACS/友情出演）

第6話
- ヤクザ 一本松 - 安田顕（単発スペシャルにも出演、TEAM NACS/友情出演）
- ヤクザの子分 板野 - 中村公隆
- 火のラーメン屋店主 椿原 - 竹井亮介（第7話・第8話にも出演）
- 林華菜（椿原の内縁の妻） - 山下リオ（第7話・第8話にも出演）
- ヤクザの親分 林 - 野添義弘

第7話
- 松井の婚約者 / 映画プロデューサー 木本カエデ - 佐藤めぐみ（第12話・単発スペシャルにも出演）

第8話
- 河野真也（オクラホマ）
- 藤尾仁志（オクラホマ）

第9話
- ヤクザ組長 木村（網走刑務所に服役していたヤクザ） - 小日向文世

第11話
- 雪だるま評論家 梶山 - 鈴木福
- 竹山絵里子（純の母親・聡一に会いに赤平を訪れた） - 田中美佐子（第12話にも出演）

#### 単発スペシャル（2016年）
2016 初雪
- 竹山の元カノ / 桐谷梢 - 飯豊まりえ
- 桑野健次郎（市役所地域活性課の新メンバー） - 滝口幸広
- 札幌映画祭 北海道セレクション 司会 - 北川久仁子
- 鈴井貴之（カメオ出演）
- ストレイテナー（カメオ出演）

## スタッフ
- 監督・脚本 - 鈴井貴之（第1話ではバス運転手役でも出演）
- ナレーション - 眞水徳一（単発スペシャル）
- 音楽 - 吉俣良
- オープニングテーマ - ストレイテナー「The Place Has No Name」（UNIVERSAL MUSIC JAPAN / Virgin Records）[13][14]
- エンディングテーマ - スピッツ「雪風」（UNIVERSAL MUSIC JAPAN）[15]
- チーフプロデューサー - 中川順平（テレビ東京）
- プロデューサー - 浅野太（テレビ東京）、髙石明彦（The icon）
- 協力プロデューサー - 村部吉宣（CREATIVE OFFICE CUE）
- 企画協力 - CREATIVE OFFICE CUE
- 音楽協力 - テレビ東京ミュージック
- 制作 - テレビ東京、The icon
- 製作著作 - 「不便な便利屋」製作委員会

## 放送日程
| 各話   | 放送日  | サブタイトル                                            |
| ------ | ------- | ------------------------------------------------------- |
| 第1話  | 4月11日 | －10℃極寒北海道＋ダメ人間×3の勘違い大暴走               |
| 第2話  | 4月18日 | 極寒の誘拐依頼!? 本気モード北海道警vsダメ人間×3         |
| 第3話  | 4月25日 | 筋肉男急接近!! イケ面に迫る危機                         |
| 第4話  | 5月02日 | 雪男出没!? 決死の大追跡!! ついに見えた…バツ3の本性      |
| 第5話  | 5月09日 | ダメ人間×3悶絶死!? マッチ売り少女のヤバすぎる正体       |
| 第6話  | 5月16日 | 極道vs味噌&醤油&豚骨&塩…最強ラーメン軍団の死闘          |
| 第7話  | 5月23日 | 廃業宣言！極寒ダメ人間vs東京から来た魔性!? の婚約者     |
| 第8話  | 5月30日 | 発掘シッポが生えた人骨!? 人類を語り始めたダメ男達の行方 |
| 第9話  | 6月06日 | 極道ストーカーvs余命数日の父!? 謎の服役25年             |
| 第10話 | 6月13日 | 突然のサヨナラ…町を去るイケメン!! 本能vsススキノの誘惑  |
| 第11話 | 6月20日 | 雪ダルマ×2036体が出現!! ギネス世界記録チャレンジの全貌  |
| 第12話 | 6月27日 | サヨナラ極寒の北海道!! 母が明かす父の秘密               |

## ネット局

### 連続ドラマ
- テレビ東京系列の置局のない県においても、系列外番販ネットを実施している局がある。

### スペシャルドラマ
| 放送対象地域   | 放送局                | 系列           | 放送日時                             | 遅れ       | 脚注     |
| -------------- | --------------------- | -------------- | ------------------------------------ | ---------- | -------- |
| 関東広域圏     | テレビ東京（TX）      | テレビ東京系列 | 2016年12月30日 23:40 - 翌0:40        | 制作局     |          |
| 北海道         | テレビ北海道（TVh）   | テレビ東京系列 | 2016年12月30日 23:40 - 翌0:40        | 同時ネット |          |
| 愛知県         | テレビ愛知（TVA）     | テレビ東京系列 | 2016年12月30日 23:40 - 翌0:40        | 同時ネット |          |
| 岡山県・香川県 | テレビせとうち（TSC） | テレビ東京系列 | 2016年12月30日 23:40 - 翌0:40        | 同時ネット |          |
| 福岡県         | TVQ九州放送（TVQ）    | テレビ東京系列 | 2016年12月30日 23:40 - 翌0:40        | 同時ネット |          |
| 和歌山県       | テレビ和歌山（WTV）   | 独立局         | 2016年12月30日 23:40 - 翌0:40        | 同時ネット |          |
| 大阪府         | テレビ大阪（TVO）     | テレビ東京系列 | 2017年1月10日 0:12 - 1:20（9日深夜） | 遅れネット | [ 注 1 ] |

## ロケ地
鈴井の出身地である北海道赤平市でロケが行われた。
- 赤平市役所
- 赤平駅
- あかひら市立病院
- 赤平市ズリ山展望広場
- 西出ハイヤー
- マンデリン
- 赤平薬局
- 八千代寿司
- 珍来
- 寿しの松川